# Complejo 2D
El Síndrome de Complejo 2D, también conocido como Complejo 2D, Nijikon (二次コン), Schediafilia o Toonofilia, son una serie de términos que definen la atracción afectiva por personajes ficticios. Estos síndromes también van ligado con la anifilia, término utilizado para referirse a una persona que se visualiza en algún personaje de anime, manga e incluso dibujos animados, mas no hacia personajes ficticios en general. Existen varios grados de anifiilia, en el caso más grave  la persona afectada incluso puede llegar a hacerse daño a sí misma, solo para poder experimentar el dolor del personaje en el cual se visualiza.  
En ocasiones, estos términos son usados como sinónimos (schediafilia, síndrome de complejo 2D y anifilia). Sin embargo la anifilia es la visualización hacia personajes animados, la schediafilia define la atracción hacia los personajes ficticios en general, sean o no dibujos animados, pues engloba personajes interpretados por actores, personajes de literatura o personajes creados por uno mismo, mientras que el síndrome de complejo 2D va enfocado específicamente a la atracción de personajes ficticios provenientes de mangas o animes.

## Descripción
El término Schediafilia (o Esquediafilia) proviene del griego Σχεδία (schedia) que significa embarcación y φιλία (filia) que significa amor, la razón del término embarcación es debido a su traducción al inglés (ship) que a su vez, en el argot de internet, es la forma en la que se le denomina a una pareja de personajes ficticios, mientras que Toonofilia se compone de Toon (dibujo animado) y filia (amor).
La Schediafilia manifiesta el sentimiento de que los personajes de ficción son más atractivos (visualmente, emocionalmente o físicamente), que los seres reales. 
Actualmente este comportamiento ha incrementado exponencialmente de una forma casi desapercibida a la sociedad fuera de la Cibercultura, ya que esta ha influenciado gradualmente a los usuarios los cuales aceptan su comportamiento dentro de esta pero no fuera, la razón se debe a ciertas reglas dentro de la comunidad internauta de no mezclar la vida real o In Real Life en inglés (IRL) con Internet.
Esta regla es importante ante los individuos que presentan la Schediafilia, ellos no demuestran esta práctica ante sociedad debido a diferentes factores tales como el Rechazo social ya que moralmente al no ser un comportamiento usual ante la población, esta tiende a señalar el Complejo 2D como una forma de Enfermedad Mental, aunque los seguidores de esta parafilia no suelen verlo así debido a su cotidiana práctica en secreto.

## Nijikon fetchi
El Nijikon fetchi, Llamado así en Japón (complejo de waifus en español), refiere a la atracción por personajes de ficción que aparecen en literatura de manga, anime y videojuegos. El Nijikon puede ser utilizado para referirse a la afición otaku por los personajes que aparecen en este tipo de género.
El complejo 2D se presenta principalmente en géneros artísticos y literarios del manga que recurren a las representaciones de relaciones románticas y sexuales entre personajes, normalmente involucran diferentes aspectos estéticos del arte y los cánones de belleza que dotan a los personajes del argumento con facciones hermosas. Distintos géneros involucrados con este complejo incluyen las revistas de literatura pulp erótica, el bishōjo, el bishōnen, el yuri, el yaoi, el shotacon, el lolicon, el shōjo-ai, el shōnen-ai, el gore y el hentai.
El complejo de waifus es principalmente utilizado como un término global aplicado a personas amantes de la literatura de manga y género similares. El término es también utilizado para referirse a la atracción por personajes del cine, la televisión y la literatura, no necesariamente plasmados gráficamente de dos dimensiones.